# Ranunculus platensis
Ranunculus platensis är en ranunkelväxtart som beskrevs av Spreng.. Ranunculus platensis ingår i släktet ranunkler, och familjen ranunkelväxter. Inga underarter finns listade i Catalogue of Life.